# 사량초등학교 돈지분교
사량초등학교 돈지분교는 경상남도 통영시 사량면 돈지리 678에 있었던 분교이다.

## 연혁
- 1946년 10월 31일 사량공립국민학교 돈지분교장 설립인가
- 1951년 9월 10일 돈지국민학교 인가
- 1985년 8월 28일 병설유치원 인가
- 1991년 3월 1일 사량국민학교 돈지분교장
- 1996년 3월 1일 사량초등학교 돈지분교장
- 2012년 3월 1일 폐교